# Camillo Tarello
Camillo Tarello (Lonato del Garda, 1513 circa – Gavardo, 1573) è stato un agronomo italiano,  noto per essere l'autore del Ricordo d'agricoltura di M. Camillo Tarello.

## Biografia

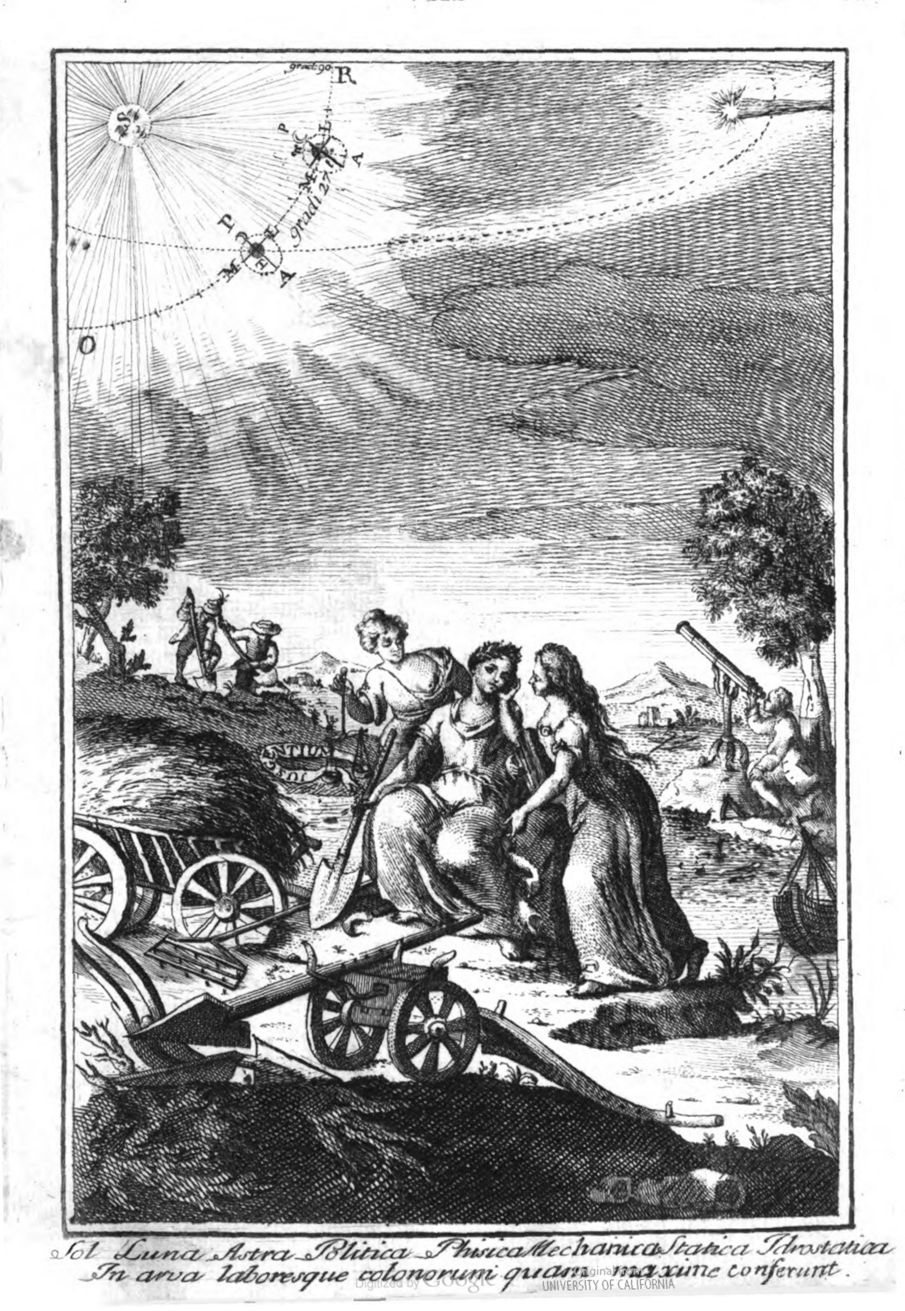
Ricordo d'agricoltura di M. Camillo Tarello da Lonato, 1567.

Camillo Tarello fu un agronomo che visse a nel cinquecento e brevettò un nuovo sistema in agricoltura basato sulla rotazione delle colture concesso dal Senato veneziano nel 1566. Tarello e un altro agronomo bresciano, Agostino Gallo, promossero l'uso del trifoglio come foraggio. Trasferitosi alla Marcina di Gavardo condusse esperimenti e studi che successivamente riportò nella sua opera.

## Opere
- Camillo Tarello, Ricordo d'agricoltura di M. Camillo Tarello da Lonato - Al serenissimo Principe di Venetia, e alla illustrissima Republica Venetiana appresso Ghirardo Imberti, 1567.